# Учитељ
Учитељ, наставник или професор је стручна особа високих радних, образовних и етичких квалитета едукована за рад у вртићу, школи или факултету за одређен предмет. Он мора да задовољи низ специфичних захтева као што су: свесна мотивираност за звање, потпунији састав општег и стручног образовања, високе интелектуалне способности, црте личности адекватне саставу вредности у друштву, високи ниво зрелости личности, као и високи ниво личне културе.

## Компетенције и квалитети које се захтевају од наставника
Настава је веома сложена активност. Ово је делимично зато што је настава друштвена пракса, која се одвија у специфичном контексту (време, место, култура, друштвено-политичко-економска ситуација итд.) и стога је обликована вредностима тог специфичног контекста. Фактори који утичу на оно што се очекује (или захтева) од наставника укључују историју и традицију, друштвене ставове о сврси образовања, прихваћене теорије о учењу итд.

### Компетенције
На компетенције које се од наставника захтевају утичу различити начини на које се улога схвата широм света. Уопштено говорећи, изгледа да постоје четири модела:
- наставник као руководилац наставе;
- наставник као брижна особа;
- наставник као стручни ученик; и
- наставник као културна и грађанска личност.[4]

Организација за економску сарадњу и развој је тврдила да је неопходно развити заједничку дефиницију вештина и знања потребних наставницима, како би се руководило образовањем и професионалним развојем наставника током каријере. Неке међународне дискусије засноване на доказима покушале су да постигну такво заједничко разумевање. На пример, Европска унија је идентификовала три широке области компетенција које наставници захтевају:
- Рад са другима
- Рад са знањем, технологијом и информацијама, и
- Рад у друштву и са њим.[6]

Појављује се консензус научника да се оно што се тражи од наставника може груписати у три наслова:
- знање (као што су: сам предмет и знање о томе како га предавати, знања из наставног плана и програма, знања о образовним наукама, психологија, оцењивање итд.)
- занатске вештине (као што су планирање часа, коришћење наставних технологија, управљање ученицима и групама, праћење и процена учења, итд.) и
- диспозиције (као што су суштинске вредности и ставови, уверења и посвећеност).[7]

### Квалитети

#### Ентузијазам
Утврђено је да наставници који су показали ентузијазам према материјалима курса и студентима могу створити позитивно искуство учења. Ови наставници не предају напамет, већ покушавају да оснаже своје предавање материјалима курса сваког дана. Наставницима који понављају исти наставни план и програм може бити изазов да одрже свој ентузијазам, како се њихова досада са садржајем не би негативно одражавала на њихове ученике. Наставнике ентузијасте њихови ученици оцењују више од наставника који нису показали много ентузијазма за материјале курса.
Наставници који показују ентузијазам имају већу вероватноћу да имају ангажоване, заинтересоване и енергичне ученике који су радознали да науче предмет. Недавно истраживање је открило корелацију између ентузијазма наставника и унутрашње мотивације ученика да уче и виталности у учионици. Контролисане, експерименталне студије које истражују интринзичну мотивацију студената показале су да невербални изрази ентузијазма, као што су демонстративна гестикулација, драматични покрети који су различити и емоционални изрази лица, доводе до тога да студенти пријављују више нивое унутрашње мотивације за учење. Али чак и ако се показало да ентузијазам наставника побољшава мотивацију и повећава ангажовање у задатку, то не мора нужно да побољша исходе учења или памћење материјала.
Постоје различити механизми помоћу којих ентузијазам наставника може олакшати виши ниво унутрашње мотивације. Ентузијазам наставника може допринети атмосфери енергије и ентузијазма у учионици која подстиче интересовање и узбуђење ученика у учењу предмета. Наставници ентузијасти могу такође довести до тога да ученици постану самоопредељени у сопственом процесу учења. Концепт пуког излагања указује на то да наставников ентузијазам може допринети очекивањима ученика о интринзичној мотивацији у контексту учења. Такође, ентузијазам може деловати као „мотивационо улепшавање“, повећавајући интересовање ученика разноврсношћу, новином и изненађењем ентузијастичног наставника који представља материјал. Коначно, може се применити и концепт емоционалне заразе: ученици могу постати суштински мотивисани ухваћеним ентузијазмом и енергијом наставника.

#### Интеракција са ученицима
Истраживања показују да су мотивација ученика и ставови према школи уско повезани са односима ученика и наставника. Наставници ентузијасти су посебно добри у стварању корисних односа са својим ученицима. Њихова способност да створе ефективно окружење за учење које подстиче постигнућа ученика зависи од врсте односа који граде са својим ученицима. Корисне интеракције између наставника и ученика су кључне за повезивање академског успеха са личним достигнућима. Овде је лични успех унутрашњи циљ ученика да се унапреди, док академски успех укључује циљеве које добија од свог претпостављеног. Наставник мора да води свог ученика у усклађивању својих личних циљева са њиховим академским циљевима. Ученици који приме овај позитиван утицај показују јаче самопоуздање и већи лични и академски успех од оних без ових интеракција са наставницима.
Ученици ће вероватно изградити јаче односе са наставницима који су пријатељски расположени и подржавају их и показаће више интересовања за курсеве које предају ови наставници. Наставници који проводе више времена у интеракцији и директном раду са ученицима сматрају се ефикасним наставницима који пружају подршку. Показало се да ефикасни наставници позивају ученике на учешће и доношење одлука, дозвољавају хумор у својој учионици и показују спремност за игру.

## Наставничке квалификације
У многим земљама, особа која жели да постане наставник мора прво да стекне одређене професионалне квалификације или акредитиве на универзитету или колеџу. Ове професионалне квалификације могу укључивати студије педагогије, науке о настави. Наставници, као и други професионалци, можда морају или ће изабрати да наставе своје образовање након што стекну квалификацију, што је процес познат као континуирани професионални развој.

### Професионални стандарди
Функције наставничких колеџа могу укључивати постављање јасних стандарда праксе, обезбеђивање континуиране едукације наставника, истрагу притужби које укључују чланове, вођење саслушања о наводима о професионалном недоличном понашању и предузимање одговарајућих дисциплинских мера и акредитацију програма за образовање наставника. У многим ситуацијама наставници у школама које се финансирају из јавних фондова морају бити чланови са добром репутацијом колеџа, а приватне школе такође могу захтевати да њихови наставници буду чланови колеџа. У другим областима ове улоге могу припадати државном Одбору за образовање, надзорнику јавне наставе, Државној агенцији за образовање или другим владиним телима. У другим областима, синдикати наставника могу бити одговорни за неке или све ове дужности.

#### Професионално лоше понашање
Недолично понашање наставника, посебно сексуално недолично понашање, све је више под надзором медија и судова. Студија Америчког удружења универзитетских жена објавила је да 9,6% студената у Сједињеним Државама тврди да је добило нежељену сексуалну пажњу од одрасле особе повезане са образовањем; било да су волонтер, возач аутобуса, наставник, администратор или друга одрасла особа, у неком периоду током њихове образовне каријере.
Студија у Енглеској показала је преваленцу сексуалног злостављања од 0,3% од стране било ког професионалца, групе која је укључивала свештенике, верске вође и раднике на случајевима, као и наставнике.. Важно је, међутим, напоменути да је ова британска студија једина те врсте и да се састојала од „случајног ... узорка вероватноће од 2.869 младих између 18 и 24 године у студији потпомогнутој компјутером“ и да су се питања односила на „сексуално злостављање са професионалцем”, не нужно наставником. Стога је логично закључити да информације о проценту злостављања од стране наставника у Уједињеном Краљевству нису експлицитно доступне и стога нису нужно поуздане. Студија AAUW, међутим, поставила је питања о четрнаест врста сексуалног узнемиравања и различитим степенима учесталости и укључивала је само злостављање од стране наставника. „Узорак је извучен са листе од 80.000 школа да би се креирао стратификовани двостепени дизајн узорка од 2.065 ученика од 8. до 11. разреда“. Његова поузданост је процењена на 95% са маргином грешке од 4%.
Крис Китс, генерални секретар Националне асоцијације учитеља, изјавио је да наставници који имају сексуалне односе са ученицима старијим од узраста сексуалне сагласности не би требало да буду уврштени у регистар сексуалних преступника и да је кривично гоњење за законом прописано силовање „права аномалија у закону која нас забрињава“. Ово је изазвало огорчење група за заштиту деце и родитељских права. Бојазан да ће бити означен као педофил или хебефил довео је до тога да део мушкараца који би успешно обављали учитељски посао избегава ову професију. Ово је у неким јурисдикцијама наводно довело до недостатака мушких наставника.